# 장서벽 (플로베르)
<장서벽 Bibliomanie>(1836)은 플로베르가 열 다섯 살에 쓴 작품이자 그의 글 중 처음으로 인쇄된 작품이다. 이 글은 1837년 2월 12일, “F.”라는 서명과 함께  《벌새Colibri》지에 실린다.
이 이야기는 1836년 10월 23일,  《법정신문Gazette des Tribunaux》에 《장서광, 혹은 새로운 카르디약Le Bibliomane, ou le nouveau Cardillac》이라는 제목으로 실린 한 글을 제재로 삼는다. 신문 속 글의 주인공, 돈 빈센테don Vincente는 책을 읽지는 않지만 소유하는 것에 집착하는 서점주인으로, 그가 저지른 범죄를 뉘우치는 대신 진귀한 책의 유일한 사본을 소유하지 못했다는 것을 통탄해하는 인물이다. 이 글에서 영감을 받은 플로베르는 돈 빈센테를 본따 지아코모라는 인물을 만들고, 그를 돈 빈센테와 같은 암살자가 아닌 정직한 애서가로 변모시킨다. 지아코모는 이야기의 말미에서 돈 빈센테와 달리 그가 직접적으로 행한 범죄가 아닌 것으로 죽음을 선고 받게 된다. 작품 속에서 인물들은 원인을 모르는 죽음을 맞게 되는데 이 죽음은 돈 빈센테와 같은 실제 암살자가 행한 것이 아니라, 작중인물들이 탐내던 진귀한 책이 불행을 불러왔기 때문이다. 이렇게 《법정신문》의 한 글은 플로베르의 손에서 환상적인 이야기로 변모한다.
플로베르는 작품의 서두에서 지아코모의 외모를 묘사하며 E.T.A 호프만의  《모래인간l'Homme au sable》의 형상을 두드러지게 묘사하는데, 이 구절에서 환상적인 이야기의 상징과 같은 호프만의 글이 플로베르에게 끼친 영향을 짐작할 수 있다.

## 줄거리
바르셀로나의 한 거리에 사는 서점주인 지아코모는 과거에 수도사였으나, 그가 사랑하는 단 한 가지, “책”을 위해 신을 버리고, 그가 가진 모든 돈과 영혼을 책에 바친다. 그러나 그가 사랑하는 것은 책에 담긴 학식이 아닌, 그 형태와 구현, 즉, 책 그 자체였다. 그가 책에 몰두하며 지내던 어느 날, 살라망카에서 한 부유한 학자가 찾아온다. 그는 지아코모에게서   《튀르팽 연대기Chronique de Turpin》의 수사본을 찾는다. 그 수사본은 지아코모가 그 책의 주인이었던 리치아미Ricciamy가 죽던 날 사온 것이었다. 지아코모는 높은 값을 불러 학자가 책을 살 생각을 거두게 할 요량으로 수사본의 값으로 200피스톨을 제시했으나, 학자는 한술 더 떠 300피스톨을 주겠노라 말한다. 하얗게 질린 지아코모가 400피스톨에도 팔지 않겠다 하자, 학자는 500피스톨을 주며 수사본을 기어코 사고자한다. 그에게는 그 수사본이 꼭 필요했는데, 그 책이 8일 후에 살라망카에서 있을 그의 학위논문 심사에 필요했기 때문이다. 그는 대주교가 되고자 했는데 그러기 위해선 학위를 따야만 했다. 그는 수사본을 얻기 위해 지아코모에게서 책을 사는 대신, 또 다른 진귀한 책의 정보를 전해준다. 그 책은  《성 미카엘의 신비Mystère de Saint-Michel》였다. 끝까지 실랑이를 하다 결국 지아코모는 600피스톨에 수사본을 넘긴다. 결국 수사본을 넘기게 되어 절망에 빠진 지아코모는  《성 미카엘의 신비》라도 손에 넣기 위해 길을 나선다. 그는 오래된 페르시아 양탄자 위에 책을 늘여놓고 있는 상인을 찾았으나 그에게  《성 미카엘의 신비》는 없었다. 상인은 전날 이미 그 책을 오비에도 대성당cathédral d’Oviédo의 사제에게 8 마라베디스maravedis의 가격으로 판 것이었다.
그렇게 일주일이 지나고, 스페인에서 처음으로 인쇄된 책의 유일한 사본이 팔리는 날로 장면은 전환된다. 지아코모는 당연히 그 책을 갖고자 하는데, 그의 경쟁자, 바티스토가 마음에 걸린다. 그 역시도 그 책을 사려고 올 것이기 때문이었다. 그 책은 그리스어로 주해가 달린 라틴어 성경이었다. 지아코모의 예상대로 바티스토 역시 책의 경매 장소에 등장한다. 치열한 접전 끝에, 마지막으로 600피스톨을 책값으로 제시한 밥티스토에게 책이 돌아간다. 지아코모는 다시 한번 절망한다.
그가 책을 잃은 날은 일요일이었다. 길에서 좌절하고 있는 지아코모는 길거리의 잡담과 노래들 속에서 이상한 이야기를 듣게 된다.  《성 미카엘의 신비》를 샀다는 오비에도 대성당의 사제가 침대 위에서 목 졸려 죽은 채로 발견되었고, 살라망카의 젊은 부자, 돈 베르나르도는 나흘동안 열을 앓다가 죽었다는 것이었다. 지아코모는 그날 밤, 바티스토의 집에 불이 났다는 소식까지 듣게 된다. 그는 알 수 없는 환한 미소를 띠며 바티스토의 서점으로 향한다. 그는 화재가 난 바티스토의 서점에 들어가 칸막이 벽안에서  《성 미카엘의 신비》를 찾게된다.
몇 달이 지나고, 스페인은 범인을 알 수 없는 살인과 범죄들로 골머리를 앓고 있다. 지아코모는 밥티스토의 집에 불을 지르고 그의 책을 훔쳤다는 혐의로 붙잡힌다. 그 외에 다른 혐의도 더해진다. 검사는 바티스토가 지니고 있는 성경은 스페인에 단 한권 있는 것이었는데, 그 책이 지아코모의 집에서 발견되었기에 바티스토의 집에 불을 지른 이는 지아코모라고 주장한다. 그러나 지아코모의 변호사는 성경의 또 다른 사본이 있다며 책을 꺼내어 보여준다. 또 다른 책의 존재가 입증되면 지아코모의 혐의는 벗겨질 것이었다. 그러나 검사가 자신을 범인으로 몰아갈때도 별다른 동요를 보이지 않던 지아코모는 돌연 울기 시작한다. 오히려 자신에게 유죄를 선고하라고 울부짖는다. 돈 베르나르도와 사제를 죽이고 유일한 그 책을, 스페인에 두 권 있을 리 없는 그 책을 훔친 것은 자신이라고 주장하면서 말이다. 판사는 결국 그에게 사형 판결을 내린다. 지아코모는 평안히 판결을 받아들이고 나서, 변호사에게로 가 변호사가 지니고 있는 또 다른 사본을 받아 찢어버리며 이야기는 막을 내린다.

## 등장인물

#### 지아코모(Giacomo)
좁고 빛도 들지 않는 바르셀로나의 한 거리에 살고 있는 서점주인. 서른 살의 사내이지만 노인의 외모를 지녔다. 진귀한 책의 경매일이 아니면 길에 잘 나다니지 않는다. 그는 고서적상과 골동품 상인들에게만 말을 걸 정도로 진귀한 책과 필사본이 아닌 것에는 관심을 갖지 않는다. 그러나 그는 학식을 사랑하는 것이 아니라 그 형태와 구현을 사랑하는 것이다. 그는 한 때 수도사였으나, 책을 위해 신을 버렸고, 그가 가진 모든 돈과 그의 영혼을 책에 바친 인물이다.

#### 돈 베르나르도 (don Bernardo)
살라망카에서 온 부유한 학자. 그는 일주일 후에 살라망카에서 있을 그의 학위논문 심사에 필요하다며 지아코모가 소중히 여기는  《튀르팽 연대기》의 수사본을 600피스톨에 사간다. 책을 사가며 지아코모에게 또 다른 진귀한 책,  《성 미카엘의 신비》가 있는 곳의 정보를 전해준다. 그는 사흘동안 열을 앓다 죽는다.

#### 바티스토(Baptisto)
루아얄 광장에 자리잡고 있는 지아코모의 경쟁자. 서점을 운영하고 있다. 그는 지아코모와 치열한 접전 끝에 그리스어 주해가 달린 라틴어 성경을 손에 넣는다. 그러나 이후, 그의 서점이 원인을 모르는 화재를 겪게 되고, 그는 겨우 살아남게 된다.

#### 오비에도 대성당의 사제(curé de la cathédrale d’Oviédo)
고서적 상인에게서  《성 미카엘의 신비》를 구매한 사제. 그는 이후 침대에서 목이 졸려 죽은 채로 발견된다.